# Municipio de Tuscarawas (condado de Coshocton)
El municipio de Tuscarawas (en inglés: Tuscarawas Township) es un municipio ubicado en el condado de Coshocton en el estado estadounidense de Ohio. En el año 2010 tenía una población de 1864 habitantes y una densidad poblacional de 77,82 personas por km².

## Geografía
El municipio de Tuscarawas se encuentra ubicado en las coordenadas 40°16′51″N 81°49′37″O / 40.28083, -81.82694. Según la Oficina del Censo de los Estados Unidos, el municipio tiene una superficie total de 23.95 km², de la cual 22,88 km² corresponden a tierra firme y (4,47 %) 1,07 km² es agua.

## Demografía
Según el censo de 2010, había 1864 personas residiendo en el municipio de Tuscarawas. La densidad de población era de 77,82 hab./km². De los 1864 habitantes, el municipio de Tuscarawas estaba compuesto por el 95,06 % blancos, el 1,61 % eran afroamericanos, el 0,38 % eran asiáticos, el 0,38 % eran de otras razas y el 2,58 % eran de una mezcla de razas. Del total de la población el 1,39 % eran hispanos o latinos de cualquier raza.